# Saint-Valentin
Saint-Valentin là một xã ở tỉnh Indre ở miền trung nước Pháp. Xã này có diện tích 24 km², dân số năm 1999 là 267 người. Khu vực này có độ cao trung bình 145 mét trên mực nước biển.